# Arlington (Vermont)
Arlington es un pueblo ubicado en el condado de Bennington en el estado estadounidense de Vermont. En el año 2010 tenía una población de 2.317 habitantes y una densidad poblacional de 21,08 personas por km².

## Geografía
Arlington se encuentra ubicado en las coordenadas 43°4′29″N 73°0′56″O / 43.07472, -73.01556.

## Demografía
Según la Oficina del Censo en 2000 los ingresos medios por hogar en la localidad eran de $40,590 y los ingresos medios por familia eran $49,412. Los hombres tenían unos ingresos medios de $31,250 frente a los $22,199 para las mujeres. La renta per cápita para la localidad era de $23,277. Alrededor del 7.2% de la población estaban por debajo del umbral de pobreza.